# Michał Wielhorski (muzyk)
Michał Wielhorski herbu Kierdeja (ros. Михаил Юрьевич Виельгорский; ur. 31 października?/11 listopada 1787 na Wołyniu, zm. 9 września?/21 września 1856 w Moskwie) – rosyjski kompozytor, wiolonczelista i mecenas muzyki polskiego pochodzenia.

## Życiorys
Był synem Jerzego Wielhorskiego, pisarza polnego litewskiego w latach 1783–1790, konsyliarza konfederacji generalnej koronnej w konfederacji targowickiej, starosty kamienieckiego, senatora Imperium Rosyjskiego. Był bratem wiolonczelisty Mateusza Wielhorskiego (1794–1866).
W wieku 10 lat wraz z młodszym bratem otrzymał od cara Pawła I godność rycerza Orderu Maltańskiego. W styczniu 1804 otrzymał tytuł kamer-junkra. Został członkiem Państwowego Kolegium Spraw Zagranicznych, od kwietnia 1812 w Ministerstwie Oświaty, od roku 1818 w Ministerstwie Spraw Wewnętrznych, od 1826 znów w Ministerstwie Oświaty, później sprawował wiele innych funkcji w służbie państwowej.
Poślubił 1812 Jekaterinę Biron (1793–1813, zmarła przy porodzie), 1816 Luizę Biron (1791–1853).
Studiował w Petersburgu wiolonczelę u Bernharda Romberga (1767–1841), teorię muzyki i harmonię u Vicente Martín y Solera (1754–1806), kompozycję u Wilhelma Tauberta (1811–1891). Kontynuował studia kompozycji w Paryżu u Luigiego Cherubiniego. Skomponował operę „Cyganie”, dwie symfonie, dwie uwertury, kwartet smyczkowy, pieśni.